# نووایا کوسا
نووایا کوسا (به لاتین: Novaya Kosa) یک منطقهٔ مسکونی در روسیه است که در شهرستان بابایورتوفسکی واقع شده‌است.